# Litispendenza
Nel diritto processuale civile italiano, la litispendenza (termine derivante dall'unione delle parole latine litis e pendentia) delinea due diversi fenomeni: uno fisiologico e l'altro patologico.
La litispendenza fisiologica indica la pendenza della lite, cioè il momento in cui essa inizia, cominciando quindi a rilevare per le parti o per il giudice. In tale accezione può costituire litispendenza la data della notifica della citazione, come pure qualsiasi atto che interrompa la prescrizione del diritto.
La litispendenza patologica si verifica qualora vi sia pendenza di due o più azioni identiche esercitate dinanzi a due giudici diversi. Due azioni sono identiche allorché presentano medesimi soggetti (attore e convenuto), petitum (oggetto della domanda) e causa petendi (titolo giustificativo della domanda).
La giurisprudenza ha chiarito che per "giudici diversi" debba intendersi "diversi uffici giudiziari".
Così, ad esempio, non sussiste litispendenza nel caso in cui cause identiche pendano davanti a diverse sezioni dello stesso Tribunale (Cass. 14 luglio 1967, n. 1762)
Tale eventualità viene regolata dall'art. 39 del Codice di procedura civile italiano, secondo cui, dei due giudici aditi, quello successivamente adito (cioè adito in un momento cronologicamente posteriore), in qualunque stato e grado del processo, anche d'ufficio, dichiara con ordinanza la litispendenza e dispone la cancellazione della causa dal ruolo.
La prevenzione (ossia l'ordine cronologico atto a determinare quale sia il giudice successivamente adito) è determinata in base alla notifica della citazione o al deposito del ricorso.
L'istituto della litispendenza, tende ad impedire il simultaneo esercizio della funzione giurisdizionale sulla stessa controversia da parte di più giudici diversi, al fine soprattutto di evitare la possibilità di un contrasto fra giudicati.